# Sedgewick (distrito electoral)
Sedgewick fue un distrito electoral en la provincia de Alberta, en Canadá, entre los años 1909 y 1963.

## Asamblea Legislativa de Alberta
Este distrito electoral eligió a los siguientes miembros para la Asamblea Legislativa de Alberta:
- Charles Stewart (1909-1922)

- Datos: Q7445249